# 前371年
| 千纪： | 前1千纪 |
| 世纪： | 前5世纪 \| 前4世纪 \| 前3世纪 |
| 年代： | 前400年代 \| 前390年代 \| 前380年代 \| 前370年代 \| 前360年代 \| 前350年代 \| 前340年代                                                                                                |
| 年份： | 前376年 \| 前375年 \| 前374年 \| 前373年 \| 前372年 \| 前371年 \| 前370年 \| 前369年 \| 前368年 \| 前367年 \| 前366年                                                                  |
| 纪年： | 周烈王五年 魯共公十二年 田齊桓公四年 晉孝公十八年 趙成侯四年 魏武侯二十五年 韓共侯三年 秦獻公十四年 楚肅王十年 宋桓公 (戰國時期)二年 衛聲公二年 燕後桓公二年 越王無余二年 中山桓公十年 |

## 大事记
- 亚历山大东侵。
- 魏伐楚，取魯陽。
- 嚴遂弒韓哀侯，子韓懿侯若山立。
- 魏武侯薨，生前沒有指立太子，武侯子罃與公中緩爭立，魏國大亂。
- 伊巴密濃達於留克特拉戰役中擊敗克勒姆布羅托。

## 出生
- 孟子，中国古代著名思想家 （约前289年逝世）。